# Niakoye Tounga
Niakoye Tounga (auch: Niakoye Tonga, Niakoy Tounga) ist ein Dorf in der Landgemeinde Bana in Niger.

## Geographie

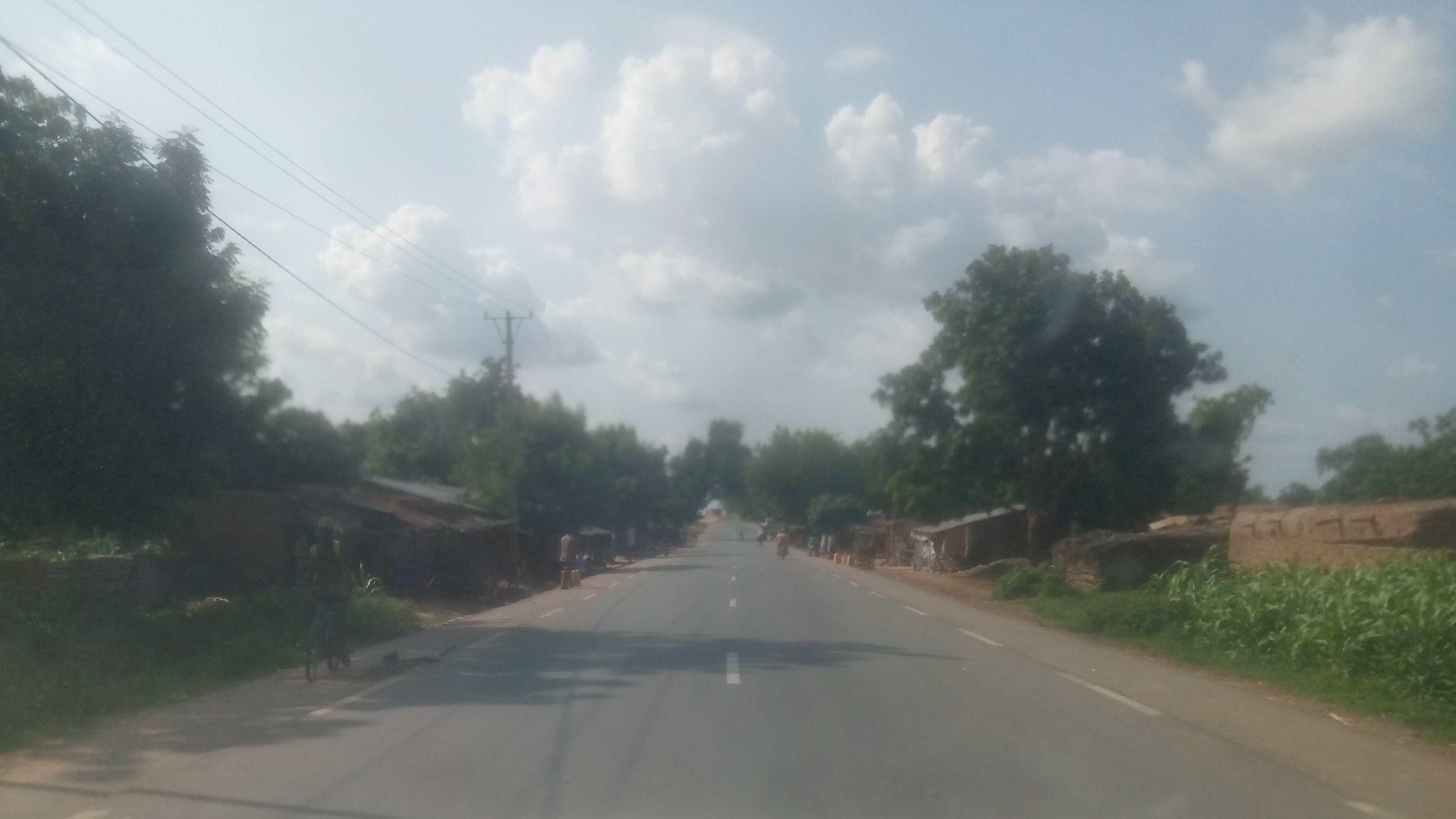
Nationalstraße 7 in Niakoye Tounga (2023)

Das von einem traditionellen Ortsvorsteher (chef traditionnel) geleitete Dorf liegt am Rand des Trockentals Dallol Foga. Es befindet sich rund vier Kilometer südwestlich des Hauptorts Bana der gleichnamigen Landgemeinde, die zum Departement Gaya in der Region Dosso gehört. Zu den Siedlungen in der näheren Umgebung von Niakoye Tounga zählen Koté Koté im Nordwesten und Tounga Tégui im Südosten.
Es herrscht das Klima der Sudanzone vor, mit einer durchschnittlichen jährlichen Niederschlagsmenge zwischen 700 und 800 mm.

## Geschichte
Niakoye Tounga wurde wie die Nachbardörfer Koté Koté und Tounga Tégui frühestens im 17. Jahrhundert von Zarma gegründet, die von Tyenga aus dem Dorf Bana vertrieben worden waren.
Drei Dorfbrunnen wurden 1990 durch ein gesamtstaatliches Programm zur Wasserversorgung im ländlichen Raum errichtet, das vom niederländischen Ministerium für Entwicklungszusammenarbeit finanziert worden war. Von Überschwemmungen im Jahr 2013 waren 145 Haushalte betroffen. Dabei stürzten im Dorf 65 Wohnhäuser ein.

## Bevölkerung
Bei der Volkszählung 2012 hatte Niakoye Tounga 3081 Einwohner, die in 368 Haushalten lebten. Bei der Volkszählung 2001 betrug die Einwohnerzahl 1763 in 232 Haushalten und bei der Volkszählung 1988 belief sich die Einwohnerzahl auf 1304 in 141 Haushalten.
In ethnischer Hinsicht leben Dendi im Dorf.

## Wirtschaft und Infrastruktur
Bei Niakoye Tounga werden Sorghumhirse, Mais und Bohnen angebaut. Mit einem Centre de Santé Intégré (CSI) ist ein Gesundheitszentrum im Ort vorhanden. Durch Niakoye Tounga führt die 156,4 Kilometer lange asphaltierte Nationalstraße 7 zwischen der Regionalhauptstadt Dosso und der Staatsgrenze zu Benin.